# Atherina lopeziana
Atherina lopeziana es una especie de pez actinopterigio marino.

## Morfología
Es de color claro semitranslúcido con una banda plateada en la línea lateral, se ha descrito una longitud máxima de 8 cm.

## Distribución y hábitat
Vive en agua de mar tropical, en zona nerítica y pelágica, prefiriendo las aguas costeras muy cercanas a tierra. Se distribuye por la costa atlántica de África, restringido en el Golfo de Guinea a la Bahía de Biafra y al archipiélago hacia afuera de la costa, también se ha descrito su presencia en Cabo Verde.